# Vít Müller
Vít Müller (Nymburk, 31 de agosto de 1996) es un deportista checo que compite en atletismo.
En los Juegos Europeos de Cracovia 2023 consiguió una medalla de oro en la prueba de 4 × 400 m mixto.  Ganó una medalla de plata en el Campeonato Europeo de Atletismo en Pista Cubierta de 2021, en la prueba de 4 x 400 m.

## Palmarés internacional
| Juegos Europeos                      | Juegos Europeos   | Juegos Europeos  | Juegos Europeos |
| Año                                  | Lugar             | Medalla          | Prueba          |
| ------------------------------------ | ----------------- | ---------------- | --------------- |
| 2023                                 | Chorzów (Polonia) | Medalla de oro   | 4 × 400 m mixto |
| Campeonato Europeo en Pista Cubierta |                   |                  |                 |
| Año                                  | Lugar             | Medalla          | Prueba          |
| 2021                                 | Toruń (Polonia)   | Medalla de plata | 4 x 400 m       |